# Call to action
Call to action (CTA) é um termo de marketing para qualquer design para solicitar uma resposta imediata ou incentivar uma venda imediata. Um CTA geralmente se refere ao uso de palavras ou frases que podem ser incorporadas a scripts de vendas, mensagens publicitárias ou páginas da web, que obrigam o público a agir de uma maneira específica.

## Definição
Em marketing, um call to action (CTA) é uma instrução ao público destinada a provocar uma resposta imediata, geralmente usando um verbo imperativo como “ligue agora”, “saiba mais” ou “visite uma loja hoje". Outros tipos de chamadas à ação podem fornecer aos consumidores fortes motivos para comprar imediatamente, como uma oferta que está disponível apenas por um tempo limitado (por exemplo, 'A oferta deve expirar em breve'; 'Estoques limitados disponíveis') ou uma oferta especial geralmente acompanhada por um restrição de tempo (por exemplo, 'Faça seu pedido antes da meia-noite para receber um presente com seu pedido'; 'Dois pelo preço de um apenas para os primeiros cinquenta visitantes'). A chave para uma chamada à ação poderosa é fornecer aos consumidores motivos convincentes para comprar imediatamente, em vez de adiar as decisões de compra. Um CTA pode ser uma solicitação simples e não exigente, como "escolha uma cor" ou "assista a este vídeo", ou uma solicitação muito mais exigente. Um CTA óbvio seria uma solicitação para o consumidor comprar um produto ou fornecer dados pessoais e informações de contato. Um CTA geralmente assume a forma de uma imagem digital que incentiva um lead a se aproximar de uma compra. “Clique aqui”, “Baixe agora” e “Saiba mais” são exemplos de CTAs com os quais os consumidores online já estão familiarizados.

## Aplicações
Muitos materiais de marketing, como brochuras, folhetos, catálogos, campanhas de e-mail, também fazem uso de uma chamada à ação. Essas instruções são projetadas para mostrar aos consumidores como dar o próximo passo e criar um senso de urgência em torno da oferta.

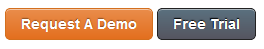
Exemplo de CTA de um site

Os representantes de vendas bem-sucedidos há muito reconhecem que palavras e frases específicas provocam respostas desejáveis dos clientes em potencial e logo aprendem a incorporar as melhores falas em scripts de vendas eficazes. Arremessos de vendas inteligentes geralmente incorporam uma série de pequenos CTAs que levam a um CTA final. Esses CTAs menores criam um padrão de comportamento que torna mais fácil para o público prosseguir com apenas um último CTA, concluindo uma solicitação mais exigente do que se tivesse sido feita sem contexto. Um exemplo pode ser a compra de um relógio de marca. O vendedor pode pedir ao consumidor que escolha um estilo, depois uma cor, um tamanho e até uma gravura personalizada. Quando o cliente visualiza o design personalizado, é mais provável que esteja predisposto a concluir a compra. O representante de vendas podefeche a venda perguntando: "Hoje será à vista ou a crédito?".
Mensagens publicitárias, especialmente mensagens publicitárias de resposta direta, muitas vezes fazem uso extensivo de call to actions. A chave para uma chamada à ação poderosa é fornecer aos consumidores motivos convincentes para comprar imediatamente, em vez de adiar as decisões de compra. Um artigo no The Wall Street Journal sugere que a incidência de chamadas para ação em anúncios de televisão está aumentando devido ao desejo dos profissionais de marketing por resultados instantâneos e mensuráveis.
No web design, um CTA pode ser um banner, botão ou algum gráfico ou texto em um sítio destinado a solicitar que o usuário clique nele e continue em um funil de conversão. É uma parte essencial do marketing de entrada, bem como do marketing de permissão, pois se esforça ativamente para converter um usuário em um lead e, posteriormente, em um cliente. O principal objetivo de um CTA é um clique, ou um escaneio no caso de um código QR, e seu sucesso pode ser medido com uma taxa de cliques, uma fórmula de taxa de conversão que calcula o número de cliques ao longo das vezes que o CTA foi visto. Outra maneira de testar a eficácia de um CTA é usar o teste A/B onde vários gráficos são apresentados aos usuários e o gráfico com maior taxa de sucesso passa a ser o padrão.
Uma frase de chamariz é frequentemente usada em marketing por e-mail, uma forma de mídia enviada diretamente aos consumidores que normalmente aumenta a conscientização sobre uma venda, evento, promoção ou lançamento. Embora os consumidores consintam que a empresa os contate por e-mail, uma chamada à ação deve ser forte para ser percebida como importante quando em uma caixa de entrada. A chamada para ação geralmente é incluída na linha de assunto para atrair o interesse do consumidor para abrir o e-mail. Muitos e-mails frios são difíceis de vender e são abertos, esquecidos e enterrados. Em vez disso, você quer dar valor rapidamente: "o que eu ganho com isso? Por que eu deveria confiar em você? Como seu conteúdo ou produto vai me ajudar a resolver meu problema hoje?". Mesmo que você não tenha todas essas respostas preparadas — e a maioria das pessoas que estão tentando e-mail provavelmente não terá — você ainda pode se vender dando valor logo de cara. Pense nisso: se alguém reservar um tempo do dia para ler seu e-mail, pode muito bem estar interessado no que você tem a dizer. Aproveite isso! Comece com algo como eu sei que você está ocupado, mas achei que você poderia achar [inserir benefício] útil.